# بانک مرکزی برزیل
بانک مرکزی برزیل (به پرتغالی: Banco Central do Brasil) به عنوان بانک مرکزی کشور برزیل فعالیت می‌کند که در ۳۱ دسامبر ۱۹۶۴ تأسیس گشته‌است. بانک مرکزی با وزارت اقتصاد در ارتباط است. مانند سایر بانک‌های مرکزی، بانک مرکزی برزیل مرجع اصلی پولی این کشور است. این بانک فعالیت خود را با سه مؤسسه مختلف شروع کرد: دفتر ارز و اعتبار، بانکو دو برزیل و خزانه داری ملی. این اداره توسط کمیته سیاست‌های پولی این بانک اداره می‌شود.

## مأموریت
مأموریت نهادی بانک مرکزی برزیل اطمینان از ثبات قدرت خرید ارز و صحت و کارایی سیستم مالی ملی است. با توجه به ثبات قیمت، بانک مرکزی برزیل معتقد است که بهترین سهم سیاست پولی در رشد پایدار اقتصادی، نرخ پایین بیکاری و بهبود شرایط زندگی مردم، نگه‌داشتن تورم پایین، پایدار و قابل پیش‌بینی است - با توجه به تجربه بین‌المللی و داخلی - به موازات آن، بانک مرکزی ثبات مالی را به عنوان عملیاتی منظم، با گذشت زمان و در هر سناریوی اقتصادی، سیستم مسئول واسطه گری مالی در بین خانوارها، شرکت‌های غیرمالی و دولت تعریف می‌کند.